# Jan Bergh
Jan Bergh född 1938 i Norra Ryd, är en svensk målare och tecknare.
Bergh studerade vid Konstfack 1958 och 1962, Konsthögskolan 1962-1967. Han har medverkat Värmlands konstförenings höstsalonger under 1980-1990-talen, Värmländska konstnärer, Konstfrämjandet i Stockholm 1986 och Mänskligt manligt på Arvika Konsthall 1987 och Kraften i stenen i Trollhättan 2008. Separat har han ställt ut i Stockholm, Örebro samt på Konstfrämjandet i Karlstad 1992.
Bland hans offentliga arbeten märks dekorativa arbeten på Årjängs sjukhus, Degerfors servicehus, Östanvindens tvätteri i Karlstad, tre reliefer på bostadshus i Sunne, gårdsutsmyckningar i Örebro och skulpturen  Kosmos I i Uddevalla.
Han har tilldelats Konstnärsnämndens stipendium 1979-1987, 1989 och 1992.
Hans konst består av expressionistisk konst där färger och valörer ligger emot varandra, naturbilder samt skulpturer.
Bergh är representerad vid Värmlands museum, Statens konstråd, Värmlands, Kopparbergs, Östergötlands och Göteborgs läns landsting samt i ett flertal kommuner.